# Link Capacity Adjusment Scheme
El Esquema de Ajuste de la Capacidad del Enlace (en inglés, Link Capacity Adjustment Scheme), o LCAS es un método empleado para aumentar o disminuir dinámicamente el ancho de banda de un contenedor virtual concatenado. El protocol LCAS está especificado en la ITU-T G.7042.
LCAS permite el aumento o disminución bajo demanda del ancho de banda de un grupo virtual concatenado en una forma libre de saltos (hitless). Esto ofrece la capacidad de ancho de banda en demanda para clientes de datos tal como Ethernet cuando es mapeado en contenedores TDM.
LCAS también tiene la capacidad de remover temporalmente miembros fallidos del grupo virtual concatenado. Un grupo fallido automáticamente ocasionará una disminución del ancho de banda y una reparación posterior incrementará nuevamente el ancho de banda de una forma libre de errores. Unido al uso de diversas rutas, provee el aseguramiento del tráfico de datos sin requerir excesos de asignación de ancho de banda por protección. 